# Ioan Bogdan
Ionică Bogdan, detto Ioan (Bucarest, 6 gennaio 1915 – 10 luglio 1992), è stato un calciatore e allenatore di calcio rumeno.

## Palmarès

### Giocatore
- Coppa di Romania: 6

Rapid Bucarest: 1936-1937, 1937-1938, 1938-1939, 1939-1940, 1940-1941, 1941-1942
- Capocannoniere del campionato rumeno: 1

1940-1941 (21 gol)

### Allenatore
- Campionato libanese: 2

Al-Shabiba Mazraa: 1966-1967
Racing Beirut: 1969-1970